# 1111行动
1111行動 是缅甸内战期间，由包括克伦尼民族人民解放阵线、克伦尼军和克伦尼民族保卫军在內的克耶族民地武于2023年11月11日针对缅甸军政府发起的联合军事行动。抵抗組織早些時候發起了同時進行的1107行動，但隨後又發起了一項單獨的行動，目標是佔領克耶邦首府壘固。
據報，克耶邦發生的戰鬥導致35,000人流離失所。衝突爆發後，緬軍部隊在壘固及其周圍設置路障。

## 背景
2022年1月6日至2月8日期間，壘固發生了一場戰鬥，但沒有分出勝負。而此前2021年壘固的一場戰鬥則以停火告終。

## 戰鬥
11月13日前，克倫尼民族保衛軍 宣稱其已占領許多原先屬於緬甸國防軍的據點，在戰鬥過程中16位平民喪生。 伊洛瓦底表示「志願戰鬥者預估在考慮之前武裝衝突情況下，在最近的武裝衝突中，總共有大約35000人必須從壘固這個原本住有50000居民的城鎮，做為緬甸軍政府在克耶邦的行政中心撤離。 
11月15日之前，有報導指出在壘固——緬甸軍政府在克耶邦的行政管理中心——中有大規模戰鬥，其中有許多平民在戰鬥中仍然困於他們自己家中，而媒體報導到：「壘固若脫離緬甸軍政府控制，大多數的克耶邦地區也可能脫離緬甸軍政府控制。」
11月18日前,參與1111行動的少數民族地方武裝宣稱其在克耶邦捕獲更多據點，包括壘固地方法院、壘固大學，並捕獲了38位戰俘 ，並且報導到有40000人以上流離失所，至少50人死亡。
在11月22日時，伊洛瓦底報導道交戰雙方在1111行動的最前10天中有超過315名戰士和平民死亡，1000800人在克耶邦中流離失所，其中40000人是先前報導到來自於壘固的民眾。克倫尼民族保衛軍聲稱從緬甸國防軍中奪取一些哨點。交戰地點在11月23前已抵達壘固郊區。 在11月28日時，克倫尼民族保衛軍的副總司令宣稱少數民族地方武裝已控制80%的克耶邦領土並包圍壘固城區，並且將建立臨時克倫族的政府。